# Тельманово (Восточно-Казахстанская область)
Тельман (каз. Тельман) — упразднённое село в Шемонаихинском районе Восточно-Казахстанской области Казахстана. Входило в состав Октябрьского сельского округа. Упразднено в 1968 году.

## География
Располагалось в 21 км к северо-западу от города Шемонаиха, на небольшой речушке Каменка (бассейн реки Алей), на границе с Россией.

## История
Село Америка основано в начале XX века немцами переселенцами с Волыни. До 1917 года лютеранское село Александровской волости Змеиногорского уезда Томской губернии. Лютеранский приход Томск-Барнаул. В 1926 г. центр сельсовета, в селе имелись кооперативная лавка, маслоартель, начальная школа. В 1931 г. создана сельскохозяйственная артель «Фридфельд», затем колхоз им. Э. Тельмана. В это время в селе располагались ветряная мельница, электростанция, семилетняя школа, клуб, радиоузел, медпункт. По некоторым данным упразднено в 1960-х годах в период ликвидации неперспективных сел. Местные жители разъехались в соседние села Горкуново, Кенюхово, Пруггерово и Луговое..

## Население
| год     | 1925 | 1931 | 1955 | 1976 |
| ------- | ---- | ---- | ---- | ---- |
| человек | 236  | 171  | 743  |      |